# Malvasia di Castelnuovo Don Bosco
Il Malvasia di Castelnuovo Don Bosco è un vino DOC la cui produzione è consentita nella provincia di Asti.

## Caratteristiche organolettiche
- colore: rosso cerasuolo.

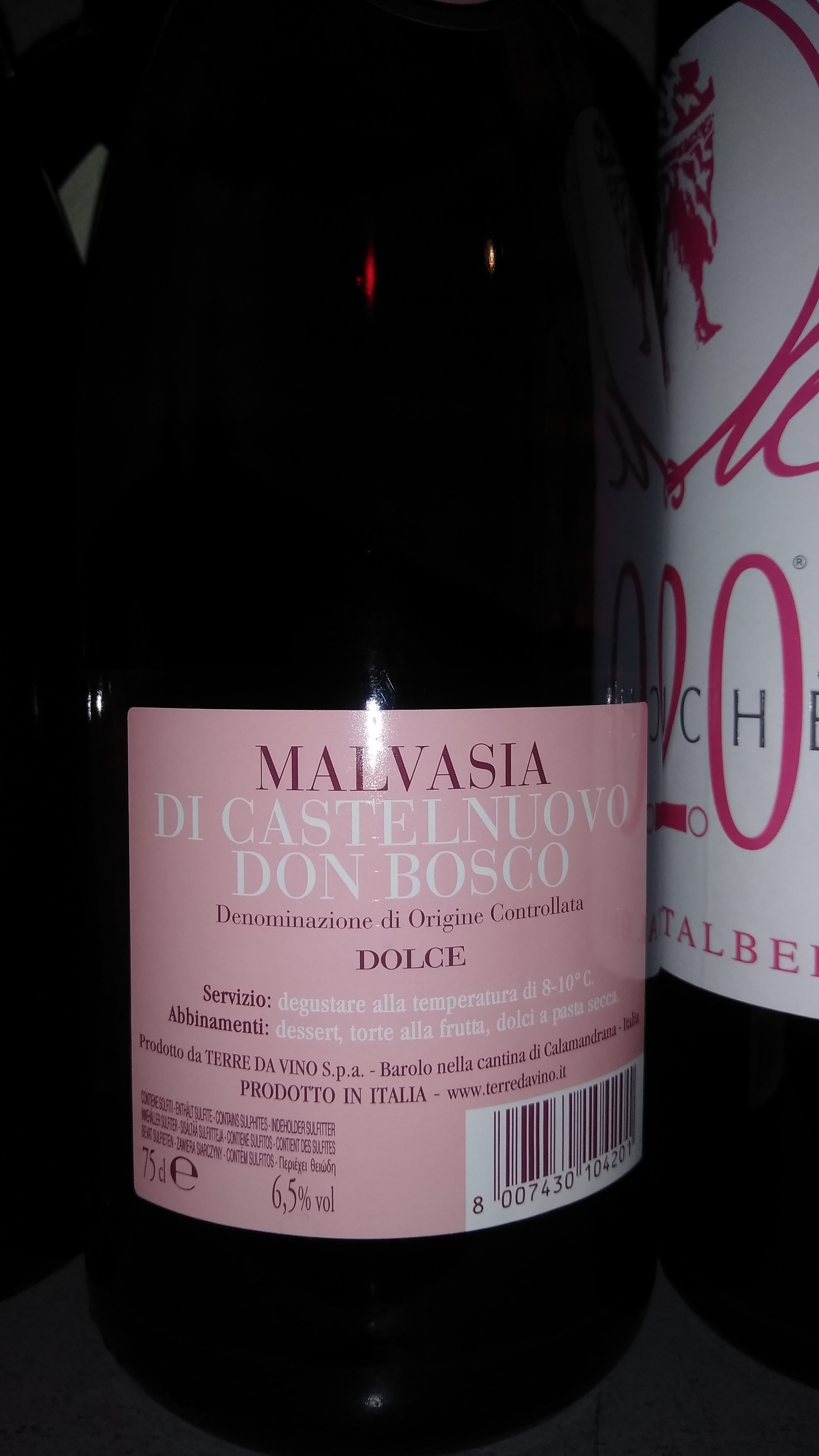
Malvasia di Castelnuovo Don Bosco DOC

- odore: aroma fragrante dell'uva di origine.
- sapore: dolce, leggermente aromatico, caratteristico.

## Storia
Si tratta di un tipo di vino che viene prodotto da tempo immemorabile sulle colline del Monferrato che si trovano ad est di Chieri.

## Abbinamenti consigliati

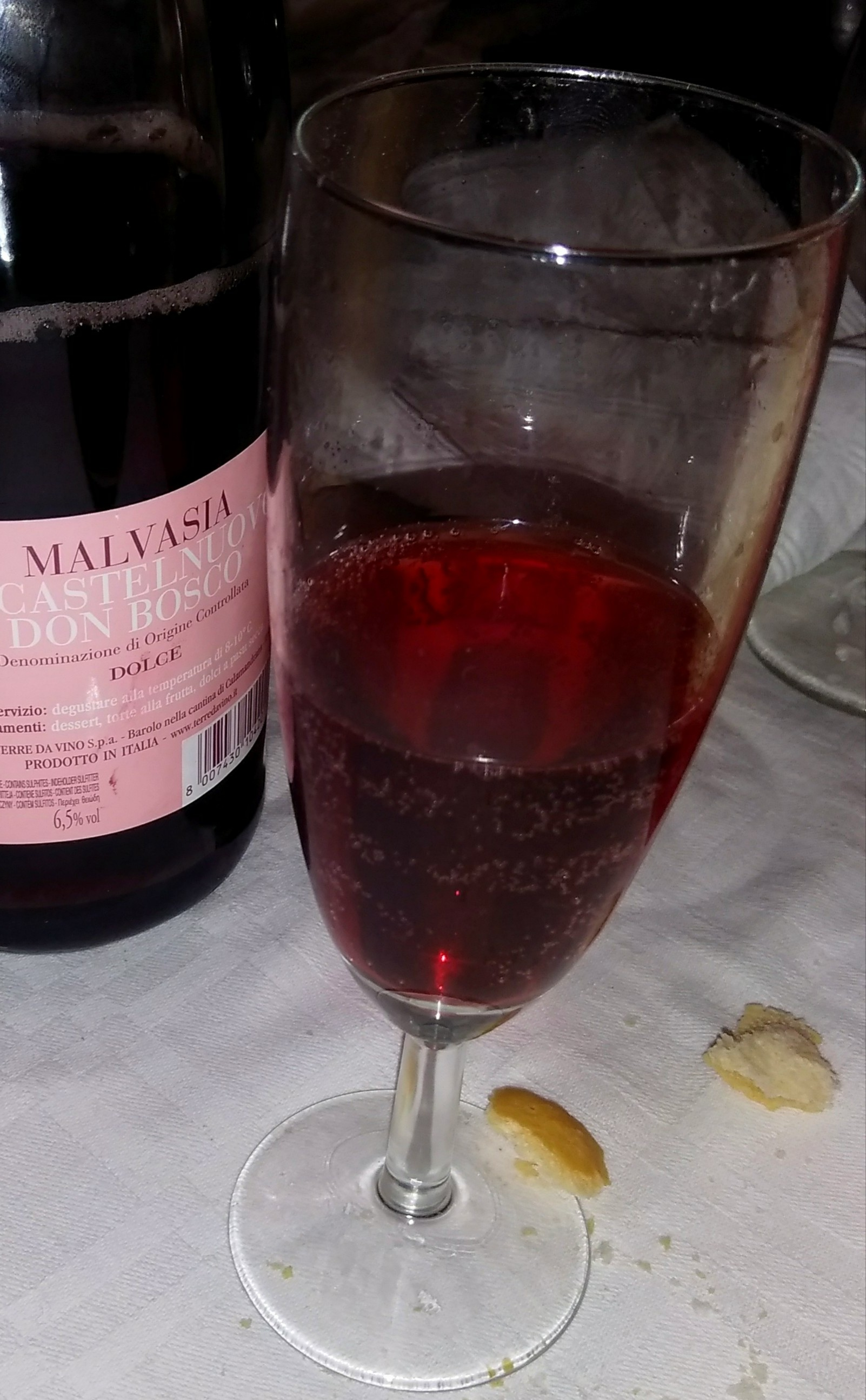
Un bicchiere di Malvasia

Dessert e vari tipi di dolce della tradizione piemontese:
- baci di dama
- bicciolani (biscotti di Vercelli)[2]
- amaretti
- bonet con o senza cioccolato[3]
- canestrelli[4]
- canestrelli novesi[5]
- cuneesi al rum
- frittelle[6]
- gianduiotti
- gaufre[7]
- lacabòn (grissino al miele)
- nocciolini di Chivasso
- panna cotta
- paste di meliga

## Produzione
Provincia, stagione, volume in ettolitri
- Asti  (1990/91)  3275,26
- Asti  (1991/92)  3193,59
- Asti  (1992/93)  2889,04
- Asti  (1993/94)  2106,29
- Asti  (1994/95)  1956,01
- Asti  (1995/96)  3295,96
- Asti  (1996/97)  3399,45